# Václav Láska
Wacław Laska, czes. Václav Láska (ur. 24 sierpnia 1862 w Pradze, zm. 27 lipca 1943 w Řevnicach) – czeski geodeta, astronom, profesor matematyki stosowanej Uniwersytetu w Pradze.

## Życiorys
Studiował geodezję na Uniwersytecie w Pradze. Po uzyskaniu w 1890 na tamtejszej uczelni doktoratu rozpoczął pracę jako asystent w Obserwatorium Astronomicznym praskiego uniwersytetu oraz jako docent geodezji wyższej praskiej politechniki. W 1895 objął katedrę geodezji wyższej i astronomii sferycznej w Szkole Politechnicznej we Lwowie. W 1897 habilitował się w zakresie astronomii na Uniwersytecie Lwowskim. W 1911 powrócił do Pragi, gdzie otrzymał tytuł profesora na praskim uniwersytecie. Od 1920 był dyrektorem założonego przez siebie Państwowego Instytutu Geofizycznego.
W okresie „lwowskim” (1895–1911) zajmował się głównie pracami geofizycznymi, a jego wykłady obejmowały geodezję wyższą, geofizykę i sejsmologię. Rozbudował obserwatorium astronomiczne i zorganizował w 1899 stację sejsmologiczną. W czasie pracy we Lwowie napisał 99 rozpraw, w tym wydany w 1901 podręcznik „Astronomia sferyczna i geodezja wyższa” oraz (jako współautor z Sewerynem Widtem) wydane w 1903 „Miernictwo”. Ogółem bibliografia prac Laski zawiera 250 tytułów.